# اچ‌ام‌اس والروس (اس۰۸)
اچ‌ام‌اس والروس (اس۰۸) (به انگلیسی: HMS Walrus (S08)) یک زیردریایی بود که طول آن ۲۹۰ فوت (۸۸ متر) بود. این زیردریایی در سال ۱۹۵۹ ساخته شد.